# 楠木ともりのこと。
『楠木ともりのこと。』（くすのきともりのこと。）は、2024年1月25日から音泉で配信されているラジオ番組。パーソナリティは楠木ともり。
音泉プレミアム会員は、おまけ配信も聞くことができる。

## 概要
番組のタイトルロゴは本人の直筆。
楠「木」だから木曜日配信になった。

## コーナー
下記に紹介するコーナーは公式ページ内の投稿フォームから投稿できる。
ともりのおしごと。
- アニメ、ゲーム、歌、ナレーション、雑誌など、過去から現在に至るまで、全ての活動に関する感想を聞く。

楠木コレクション
- すでに聞かれた質問、基本的な質問など、内容は問わずにあらゆるリスナーの質問に答える。

ともりっ子あつまれー
- 毎回異なるテーマを設け、そのテーマに該当するリスナーからのメールを読む。

ファーストリアクション
- 毎回異なるテーマを設け、そのテーマに応じたリスナーの第一声を紹介する。

楠木の母
- リスナーの悩み相談。

楠木家の人々
- 「お友達とゆっくり話す」というコンセプトでゲストを呼ぶ。
  - 第4回（2024年3月7日）- 中山陽夏乃
  - 第11回 (2024年6月13日) - 小宮山あかり

とある日のともり。
- 音泉プレミアム限定コーナー。とある1日の出来事を報告する。